# Casa do Homem

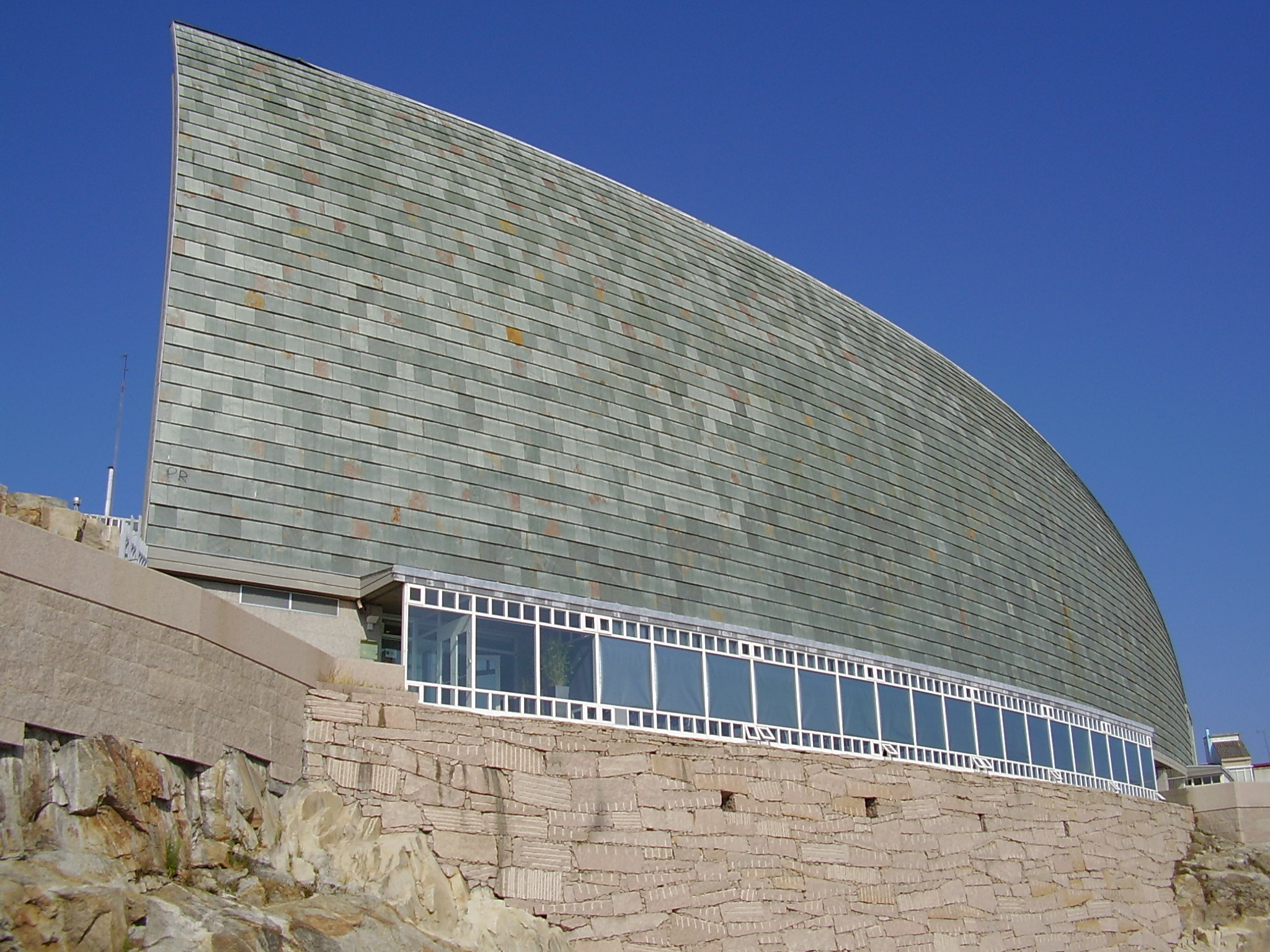
Domus, a Casa do Home - O Museu do Homem

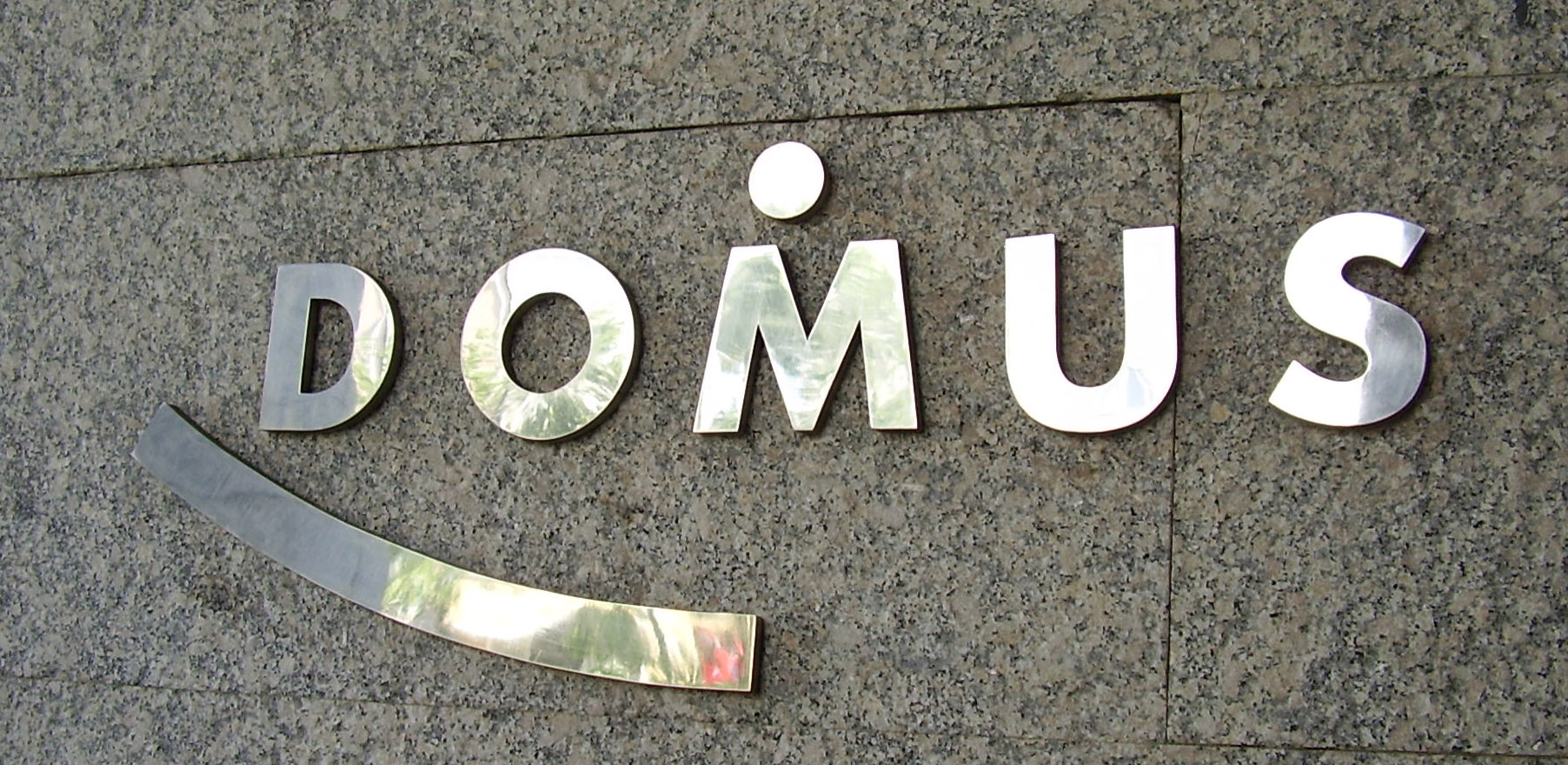
Logotipo do Domus - Museu do Homem

A Casa do Homem (em galego Casa do Home) é um museu cultural de caracter científico erguido no Passeio Marítimo de Riazor da cidade da Corunha, na Comunidade Autónoma da Galiza (Espanha).
É o primeiro museu interactivo que trata de uma forma global e monográfica o ser humano. Foi inaugurado a 7 de abril de 1995.
O museu, dirigido por Ramón Núñez Centella desde a sua abertura, pretende divertir o visitante, estimular a sua curiosidade e suscitar a reflexão acerca das características da espécie humana mediante a interactividade e da interdisciplinaridade. O seu lema é "Conhece-te a ti mesmo", frase que figurava no Templo de Apolo em Delfos e que Platão atribui aos Sete Sábios da Antiga Grécia.
O edifício, obra do arquitecto japonês Arata Isozaki, conta com muros, paredes e escadarias de granito. Alem disso, a fachada conta com um revestimento de 6.600 peças de lousa que são sustentadas com quase 160 mil parafusos colocados manualmente. Para a construção do edifício neste local, foram escavados mais de 30 mil toneladas de pedra.
O museu conta com 1.500 metros quadrados dedicados a exposições, repartidas em quase 200 módulos. A maior parte são interactivos, devendo ser accionado algum mecanismo para entender os seus conteúdos.Uma visita completa passa pelas seguintes zonas:
- Eu (a identidade)
- Genética
- Evolução humana
- Paisagens (meios de exploração do corpo e imágens microscópicas de tecidos e células)
- Reprodução sexual, embrião e desenvolvimento embrionário
- Sentidos
- Coração e sistema circulatório
- Comer para viver (nutrição, sentidos do paladar e olfato)
- O sistema motor
- O pé

Além destas exposições permanentes, a sala Severo Ochoa dedica 300 metros quadrados do museu a exposições temporárias.

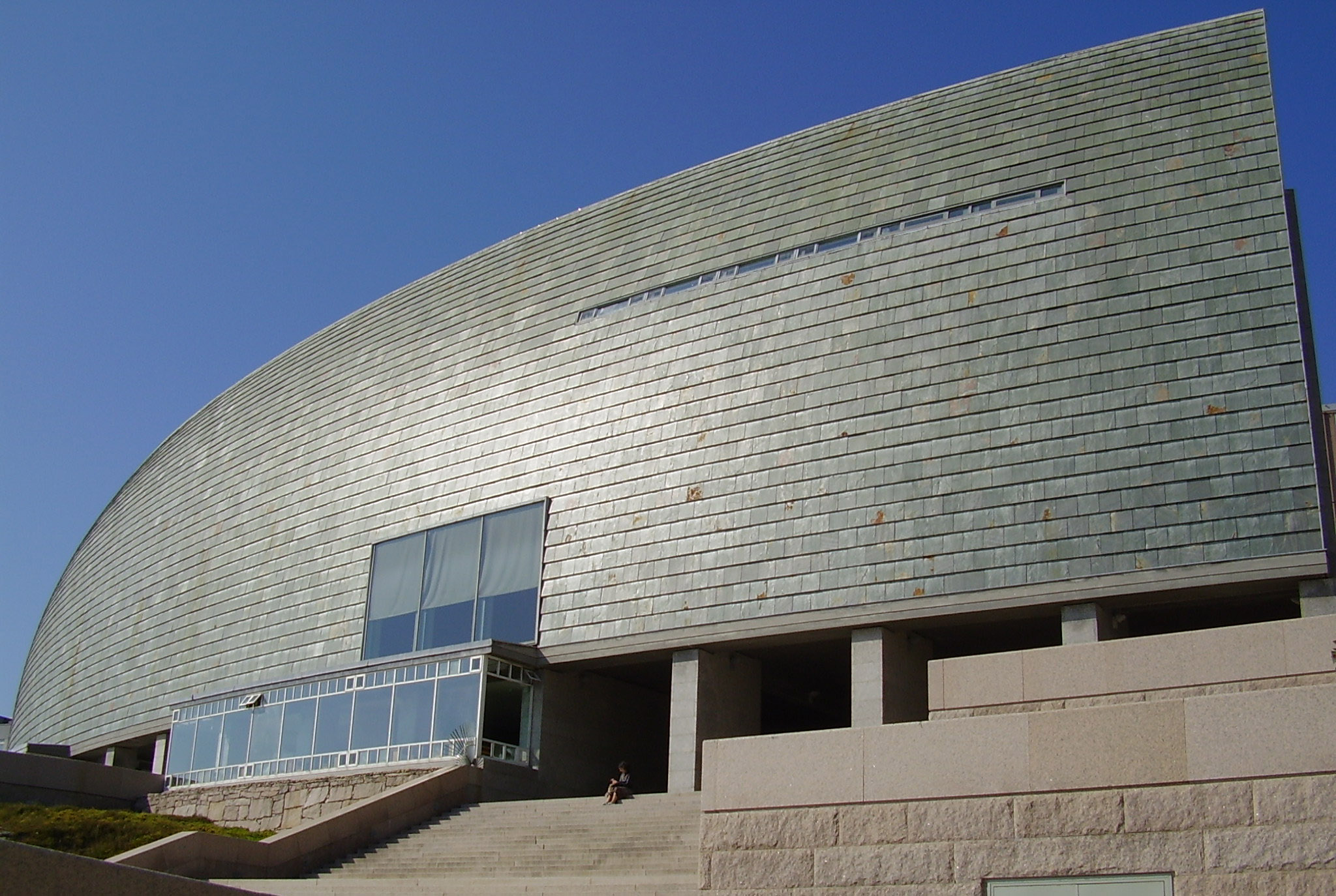
Domus, a Casa do Home

Conta também com um salão de projecções de cinema em grande formato. A sala Leonardo da Vinci projecta filmes de grande formato num ecrã de 80 metros quadrados em qualidade digital, dando como resultado uma imagem estável e nítida, ideal para documentários científicos.